# Christine Roper
Christine Faith Roper, född 15 maj 1990 i Montego Bay i Jamaica, är en kanadensisk roddare.

## Karriär
Roper var en del av Kanadas lag som slutade på femte plats i åtta med styrman vid olympiska sommarspelen 2016 i Rio de Janeiro.
Vid olympiska sommarspelen 2020 i Tokyo, som arrangerades 2021, var Roper en del av Kanadas lag som tog guld i åtta med styrman.